# Amidorus zangi
Amidorus zangi är en skalbaggsart som beskrevs av Schmidt 1906. Amidorus zangi ingår i släktet Amidorus och familjen Aphodiidae. Inga underarter finns listade i Catalogue of Life.